# ターレス・ブレーネル・ジ・パウラ
ターレス・ブレーネル（葡: Talles Brener）ことターレス・ブレーネル・ジ・パウラ（葡: Talles Brener de Paula、1998年5月12日 - ）は、ブラジル・ミナスジェライス州ディビノポリス出身のプロサッカー選手。Jリーグ・鹿島アントラーズ所属。ポジションはミッドフィールダー（攻撃的ミッドフィールダー）。

## 経歴
インテル・ジ・リメイラの下部組織からフルミネンセFCの下部組織に移り、フルミネンシからミラソウFCに期限付き移籍して選手となった。その後、ECノロエスチ、ヴィラ・ノヴァFCにも在籍した。
2021年2月にウクライナ・プレミアリーグのFCオリンピク・ドネツィクに完全移籍した。同月13日に移籍後初出場を記録した。
同年7月に同リーグのFKルフ・リヴィウに完全移籍した。9月21日に移籍後初出場を記録した。翌年4月2日にクオピオン・パロセウラに6月末迄の契約で期限付き移籍した。年末迄の期限付き移籍期間延長オプションは行使されずにルフ・リヴィウに復帰した。
2024年8月15日、J1リーグの鹿島アントラーズにシーズン終了迄の期限付き移籍で加入した。同月25日のJ1リーグ・東京ヴェルディ1969戦で名古新太郎に代わって途中出場し、日本初出場を記録した。

## 日本での個人成績
| 国内大会個人成績 | 国内大会個人成績 | 国内大会個人成績 | 国内大会個人成績 | 国内大会個人成績 | 国内大会個人成績 | 国内大会個人成績 | 国内大会個人成績 | 国内大会個人成績 | 国内大会個人成績 | 国内大会個人成績 | 国内大会個人成績 |
| 年度             | クラブ           | 背番号           | リーグ           | リーグ戦         | リーグ戦         | リーグ杯         | リーグ杯         | オープン杯       | オープン杯       | 期間通算         | 期間通算         |
| 年度             | クラブ           | 背番号           | リーグ           | 出場             | 得点             | 出場             | 得点             | 出場             | 得点             | 出場             | 得点             |
| 日本             | 日本             | 日本             | 日本             | リーグ戦         | リーグ戦         | リーグ杯         | リーグ杯         | 天皇杯           | 天皇杯           | 期間通算         | 期間通算         |
| ---------------- | ---------------- | ---------------- | ---------------- | ---------------- | ---------------- | ---------------- | ---------------- | ---------------- | ---------------- | ---------------- | ---------------- |
| 2024             | 鹿島             | 17               | J1               | 8                | 0                | -                | -                | 1                | 0                | 9                | 0                |
| 通算             | 日本             | 日本             | J1               | 8                | 0                | -                | -                | 1                | 0                | 9                | 0                |
| 総通算           | 総通算           | 総通算           | 総通算           | 8                | 0                | -                | -                | 1                | 0                | 9                | 0                |